# Isohypsibius septentrionalis
Isohypsibius septentrionalis är en djurart som tillhör fylumet trögkrypare, och som beskrevs av Thulin 1928. Isohypsibius septentrionalis ingår i släktet Isohypsibius och familjen Hypsibiidae. Arten är reproducerande i Sverige. Inga underarter finns listade i Catalogue of Life.